# Pirata hurkai
Piratula hurkai là một loài nhện trong họ Lycosidae.
Loài này thuộc chi Pirata. Pirata hurkai được Jan Buchar miêu tả năm 1966.